# Винтер (певица)
Ким Минджон (кор. 김민정; род. 1 января 2001 года), более известная под псевдонимом Винтер (кор. 윈터) — южнокорейская певица. Является участницей герл-группы Aespa.

## Биография

### Ранняя жизнь
Ким Минджон родилась 1 января 2001 года в Пусане, Йоннам, Республика Корея. Позже вместе с родителями переехала в Янсан, где и была замечена агентом SM Entertainment на танцевальном фестивале.
Закончила Среднюю школу для девочек Янсан.

### 2020—настоящее время: Дебют в Aespa
27 октября 2020 года Винтер была представлена первой участницей новой герл-группы SM Entertainment, Aespa. 17 ноября 2020 года дебютировала вместе с группой с цифровым синглом «Black Mamba».